# George Hincapie

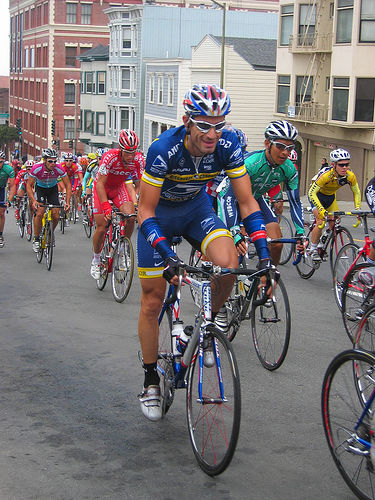
George Hincapie al GP de San Francisco del 2004

George Hincapie (Queens, Nova York, 29 de juny del 1973) és un ciclista estatunidenc que fou professional del 1994 al 2012.
Ha estat considerat un gregari important del set cops guanyador del Tour de França, Lance Armstrong. Tanmateix, Hincapie també ha aconseguit victòries importants, com ara la Gant-Wevelgem del 2001 o la Kuurne-Brussel·les-Kuurne del 2005. També el 2005, va aconseguir dues etapes al Dauphiné Libéré i un segon lloc a la París-Roubaix. És considerat un dels favorits per curses com l'Infern del Nord o el Tour de Flandes. El 2005 va aconseguir també la seva única victòria d'etapa al Tour de França, derrotant Óscar Pereiro, que havia fet tot el treball durant l'ascenció a Saint-Lary Soulan.
Son pare, un colombià, el va iniciar en el ciclisme, i el seu primer entrenament va ser al Central Park de Nova York. Hincapie està casat amb l'exmodel i hostessa de podi del Tour de França, Melannie Simonneau, i tenen una filla anomenada Julia Paris.
Actualment corre pel BMC Racing Team, i se'l distingeix fàcilment per la seva alçada (1,91 m) i les seves ulleres de sol Oakley.
També dirigeix una empresa de roba d'esports, Hincapie Sports, amb son germà Richard.
És l'únic ciclista que ha estat amb Lance Armstrong en totes les seves victòries al Tour de França. Des del 1999, cap company d'equip d'Armstrong havia guanyat una etapa, però aquesta gesta seria repetida pocs dies després per l'italià Paolo Savoldelli.
L'any 2005 va guanyar una etapa al Tour, mentre que el 2006 va portar el mallot groc durant una etapa.
Recentment ha aconseguit bons resultats en contrarellotges curtes, com ara una victòria al pròleg del Dauphiné Libéré del 2005, o quatre altres posicions de podi en contrarellotges curtes durant la temporada. També s'emportà la cronometrada del Tour del Benelux del 2006.
El 2011 igualà el rècord de 16 participacions en el Tour de França que tenia Joop Zoetemelk des de 1986, tot i que Zoetemelk finalitzà totes les edicions mentre Hincapie abandonà en la seva primera participació el 1996. El 2012 superà aquesta rècord en disputar el que seria la seva darrera gran cursa per etapes.
Va ser un dels 11 ex companys de Lance Armstrong al US Postal que va van testificar davant la USADA en el cas contra el ciclista texà. Hincapie va admetre haver-se dopat per millorar el rendiment, i així va ser suspès 6 mesos a partir del de l'1 de setembre de 2012 i se li van anul·lar els resultats obtinguts des del 31 de maig de 2004 fins al 31 de juliol de 2006.

## Palmarès
- 1994
  - Vencedor de 2 etapes al Tour de Luxemburg
- 1995
  - 1r a l'Acht van Chaam
- 1997
  - Vencedor d'una etapa a la Setmana Catalana
- 1998
  -  Campió dels Estats Units en ruta
  - 1r a la Killington Stage Race
- 1999
  - 1r a la First Union Classic
- 2001
  - 1r a la Gant-Wevelgem
  - 1r al Gran Premi de San Francisco
- 2004
  - 1r als Tres Dies de la Panne

- 2006
  -  Campió dels Estats Units en ruta
  - Vencedor d'una etapa al Tour del Benelux
- 2007
  - 1r a la Volta a Missouri i vencedor d'una etapa
- 2008
  - Vencedor d'una etapa al Volta a Califòrnia
  - Vencedor d'una etapa al Critèrium del Dauphiné Libéré
- 2009
  -  Campió dels Estats Units en ruta
- 2011
  - Vencedor d'una etapa a l'USA Pro Cycling Challenge

### Resultats al Tour de França
- 1996. Abandona (15a etapa)
- 1997. 104è de la classificació general
- 1998. 53è de la classificació general
- 1999. 78è de la classificació general
- 2000. 65è de la classificació general
- 2001. 71è de la classificació general
- 2002. 59è de la classificació general
- 2003. 47è de la classificació general
- 2004. 33è de la classificació general
- 2005. 14è de la classificació general. Vencedor d'una etapa
- 2006. 32è de la classificació general.  Porta el mallot groc durant una etapa
- 2007. 24è de la classificació general
- 2008. 35è de la classificació general
- 2009. 19è de la classificació general
- 2010. 59è de la classificació general
- 2011. 56è de la classificació general
- 2012. 38è de la classificació general

### Resultats a la Volta a Espanya
- 1995. 110è de la classificació general
- 2003. Abandona (15a etapa)

### Resultats al Giro d'Itàlia
- 2007. No surt (12a etapa)